# フリンダーズ・ピートリー
サー・ウィリアム・マシュー・フリンダーズ・ピートリー（Sir William Matthew Flinders Petrie、1853年6月3日 - 1942年7月28日）はイングランドのエジプト学者で、考古学の体系的手法を確立した人物。氏名の読みはフリンダース、ペトリ、あるいはペトリーとも。
イギリスにおけるエジプト学の第一人者として、ナウクラティス、タニス、アビドス、アマルナといったエジプトの重要な遺跡の発掘に関わった。ピートリー最大の発見としてメルエンプタハ碑文が挙げられることもあり、本人も同意見だった。

## 生涯

### 幼少期
イングランドのケント州（現在はロンドンに含まれる）チャールトンで生まれる。オーストラリアの海岸線を探検したマシュー・フリンダースの孫である。敬虔なキリスト教徒一家に育ち（父はプリマス・ブレザレンに属していた）、自宅で教育を受け、正式な教育を受けたことがない。父は彼に正確な調査の仕方を教え、それがエジプトやレバノンでの古代遺跡発掘調査の基礎となっている。
子供のころから考古学に興味を持つようになった。8歳のとき、フランス語、ラテン語、ギリシャ語を自宅で教えられ、その後独学で勉強した。一家の友人がピートリー家を訪れ、ワイト島のブレイディングにある古代ローマのヴィッラの発掘について話した際、8歳のピートリーが考古学についての意見を述べたという。少年はシャベルで雑に掘っているという話を聞いて怖がり、遺物が地中にどのように埋まっていたかを明らかにするためには、少しずつ土を削り取っていくべきだと断言した。70代になってから彼は「それ以来私がやってきたことの全てがそこに発している。まさに我々は心の中に生まれたものを発展させることしかできない。私はそのころ既に考古学者だった」と記している。

### ストーンヘンジとギーザ
10代のころはイギリス国内の先史遺跡の幾何学的配置について調査した。最初は生家のあるチャールトン付近の古代ローマのカストラ、19歳のときにはストーンヘンジに取り組んだ。1880年の初め、ピートリーはエジプトに向かい、ギーザの大ピラミッドも同様の原理で調査し、ピラミッドがどう構成されているのかを適切に調査した最初の人物となった。ピラミッドに関する様々な理論は全てピートリーの調査が発端である。後にピートリーはそういった理論を全て読んでみたが、いずれも適切な観察や論理に基づいていないと述べている。ピートリーが行ったギーザの建築物についての三角測量調査結果と分析はその方法と精度において模範的であり、今もピラミッド高原についての基礎資料として利用されている。
このときの訪問で、ピートリーは遺跡やミイラの破壊率を嘆いている。ガイドブックにあった遺跡の一部は、そのころすでに完全に破壊されていた。彼はエジプトについて「火事になった家のようなもので、破壊は素早く進行している」と記している。そして自身の使命を「助けられるだけのものをなるべく素早く助け出すことだ。そして60歳になったらそれら全てについて落ち着いて書けるようになるかもしれない」としていた。

### タニス
1880年末にイングランドに戻ると、ピートリーはいくつか論文を書きジャーナリストのアメリア・エドワーズに会った。彼女はエジプト調査基金（現在の英国エジプト学会）の後援者であり、ピートリー自身の後援者になって、後のユニヴァーシティ・カレッジ・ロンドンでのエジプト学教授職への就任にも尽力した。ピートリーの科学的手法に感心し、エトワール＝ナヴィーユの後任の職をピートリーに提供。ピートリーはこの申し出を受け、発掘費用として毎月250ポンドを得られることになった。1884年11月、ピートリーはエジプトに行き発掘調査を開始した。
最初に発掘したのはエジプト新王国の遺跡タニスで、170人の発掘作業員を使った。彼は親方制を廃止して自分で全体を完全に統括するようにした。こうすることで親方が個々の作業員に与えるプレッシャーを取り除き、遺物を急いで不注意に発掘しようとすることがないようにした。他のエジプト学者からはアマチュアの好事家と見なされていたが、作業員には人気があり、古いやり方では見逃していたであろう小さいが重要な遺物をいくつか発見した。

### セヘル島

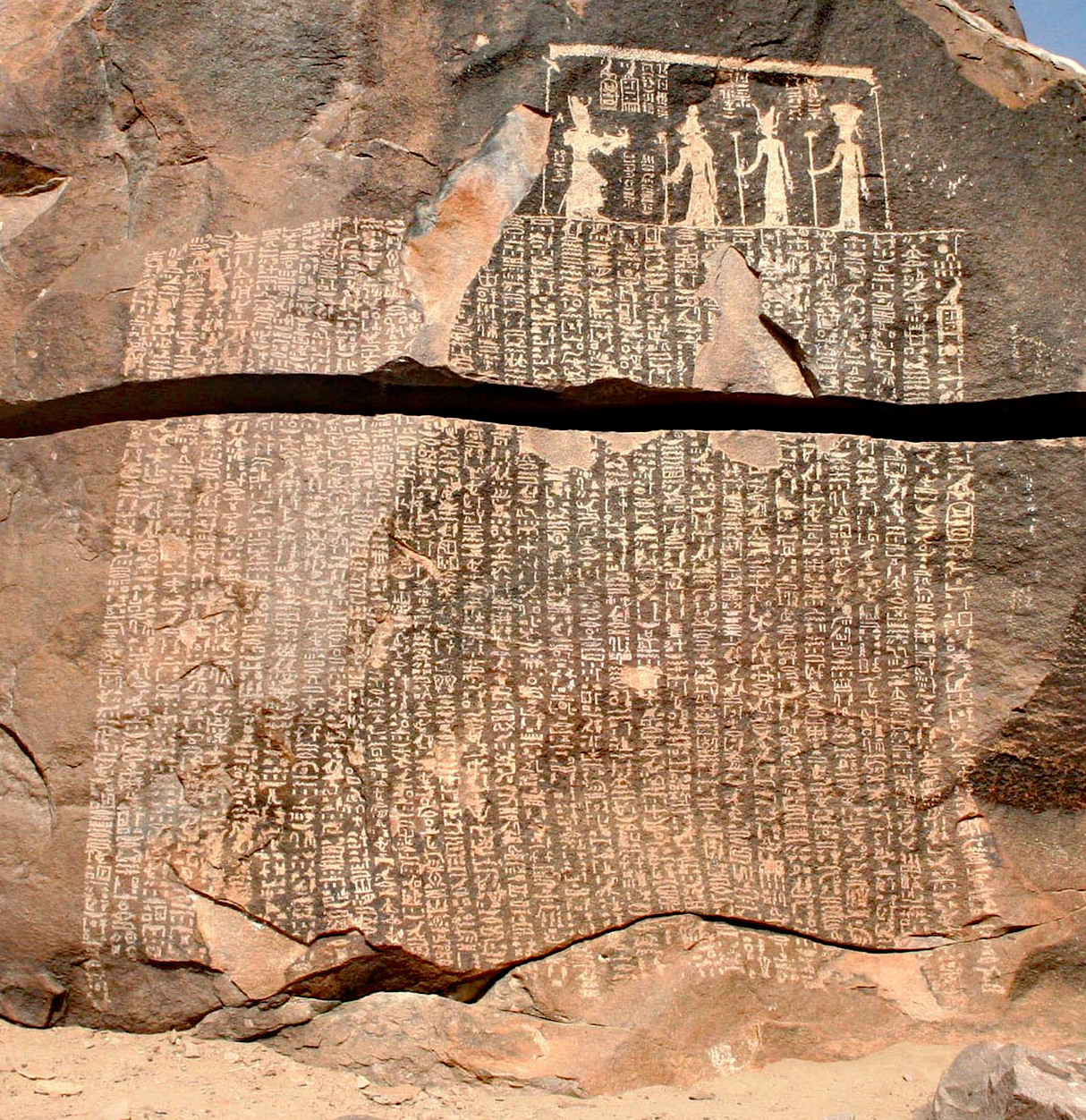
セヘル島で見つかった Famine Stela（飢饉碑文）

タニスでの発掘が終わると資金が底をついたが、帰国することを渋り、1887年はナイル川を船で遡上して、これまでスケッチしかなかったナイルの風景の写真を撮った。この間にアスワンに近いセヘル島の縄梯子を登り、その崖の表面に刻まれた多数の古代の碑文（ヌビアへの使節派遣、飢饉、戦争などに関する碑文）をスケッチし写真を撮っている。アスワンに到着すると、出資の更新を確認する電報が届いていた。

### ファイユーム
その後彼はファイユームの墳墓遺跡に赴き、特にこれまでよく研究されていなかった紀元前30年以降の墳墓に興味を持った。60基の未発掘の肖像画（ミイラ肖像画）のある墓を調査し、ミイラの上の碑銘から埋葬された者やその家族について明らかにした。オギュスト・マリエットの取り決めに基づき、肖像画の50%はエジプト考古学博物館に送った。しかしマリエットの後継者ガストン・マスペロはそれらにあまり重きを置かず、博物館の裏庭に放置していた。これに怒ったピートリーはマスペロに最良の12点を同博物館用に選ぶよう要求し、残りの48点をロンドンに送って、大英博物館がそれらを収蔵した。
その後の調査で、ピートリーはファラオ時代の墓製作者の村を発見した。

### パレスチナ
1890年、ピートリーはパレスチナに目を向けるようになり、数々の重要な考古学上の成果をもたらした。同年、テル・エル・ヘシ（当時は誤ってラキッシュとされていた）を6週間発掘し、これが聖地における初の科学的発掘調査となった。
19世紀末の別の時点で、ピートリーはエルサレムの Wadi al-Rababah（聖書の「ヒンノムの谷」）の墳墓群（鉄器時代からローマ時代のもの）を調査した。ここでピートリーは2つの異なる韻律体系があることを発見した。
パレスチナ考古学へのピートリーの関与は "A Future for the Past: Petrie's Palestinian Collection" という展示で示された。

### テル・エル・アマルナ
翌1891年、アマルナ（テル・エル・アマルナ）のアテン神殿を調査し、庭や動物の狩猟シーンが描かれた新王国時代の舗装（28m2）を発見した。この発見に旅行者がひきつけられたが、そこに到達する簡単な手段がないため旅行者らが道を作るために舗装の一部を破壊し、さらに地元の農民も絵の外観を損なったため、ピートリーの残したものが唯一の完全な外観を記録したものとなった。

### UCL
1892年、アメリア・エドワーズの出資と尽力により、ユニヴァーシティ・カレッジ・ロンドン (UCL) にエジプト学教授の職が用意された。1880年からピートリーを支援していたエドワーズにより、ピートリーがその初代を務めることになった。その後も彼はエジプトでの発掘調査をし、多くの考古学者を実地訓練した。1913年、ピートリーは古代エジプトの遺物の膨大な個人的コレクションをUCLに売却し、それが同大学の Petrie Museum of Egyptian Archaeology の元になった。

### イスラエル石柱（メルエンプタハ碑文）の発見
1896年初め、ピートリーらはルクソールの神殿群の一画の発掘を開始した。その神殿複合施設はアメンホテプ3世の建てた神殿の北に位置している。元々その神殿はそこら中に散らばっている石にアメンホテプ3世の名が刻まれていたため、アメンホテプ3世の建てたものとされていた。しかし、1人のファラオが隣接して2つも神殿を建てるだろうか、という疑問があった。発掘を開始して間もなく、ピートリーはその疑問の答えを探し当てた。この神殿はラムセス2世の息子メルエンプタハが、隣のアメンホテプ3世の神殿に使われていた石を使って建てたものだった。神殿の基礎から横たわるジャッカルの石像の破片が見つかったが、おそらくアメンホテプ3世の神殿の正面のアプローチに設置されていたものと見られる。メルエンプタハ本人の像や2つの素晴らしい石碑も見つかった。どちらもアメンホテプ3世の神殿で使われていた石像の裏面を使ったもので、元の像の顔が裏面にあった。1つはヌビア人やシリア人と戦うアメンホテプ3世を彫刻したもので、もう1つは高さ10フィート以上の黒い花崗岩でできた石碑である。元の碑文はアメンホテプ3世の建築業績を称えたもので、それが建っていた神殿の壮麗さを書き連ねている。一方それを裏返すとメルエンプタハがリビア人や海の民に勝利した事績が書かれていた。ドイツの言語学者ヴィルヘルム・シュピーゲルベルクがそれを解読したが、碑文の最後の方でメルエンプタハが勝利したという民族名らしき固有名詞 "I.si.ri.ar?" でつまってしまった。ピートリーはそれが「イスラエル」だと直観し、シュピーゲルベルクもその解釈に同意した。これは「イスラエル」という言葉が出てくる最古の金石文であり、イギリスでも大きなニュースとして扱われた。1902年王立協会フェロー選出。1906年トーマス・ハックスリー記念賞受賞。

### 1920年-1941年

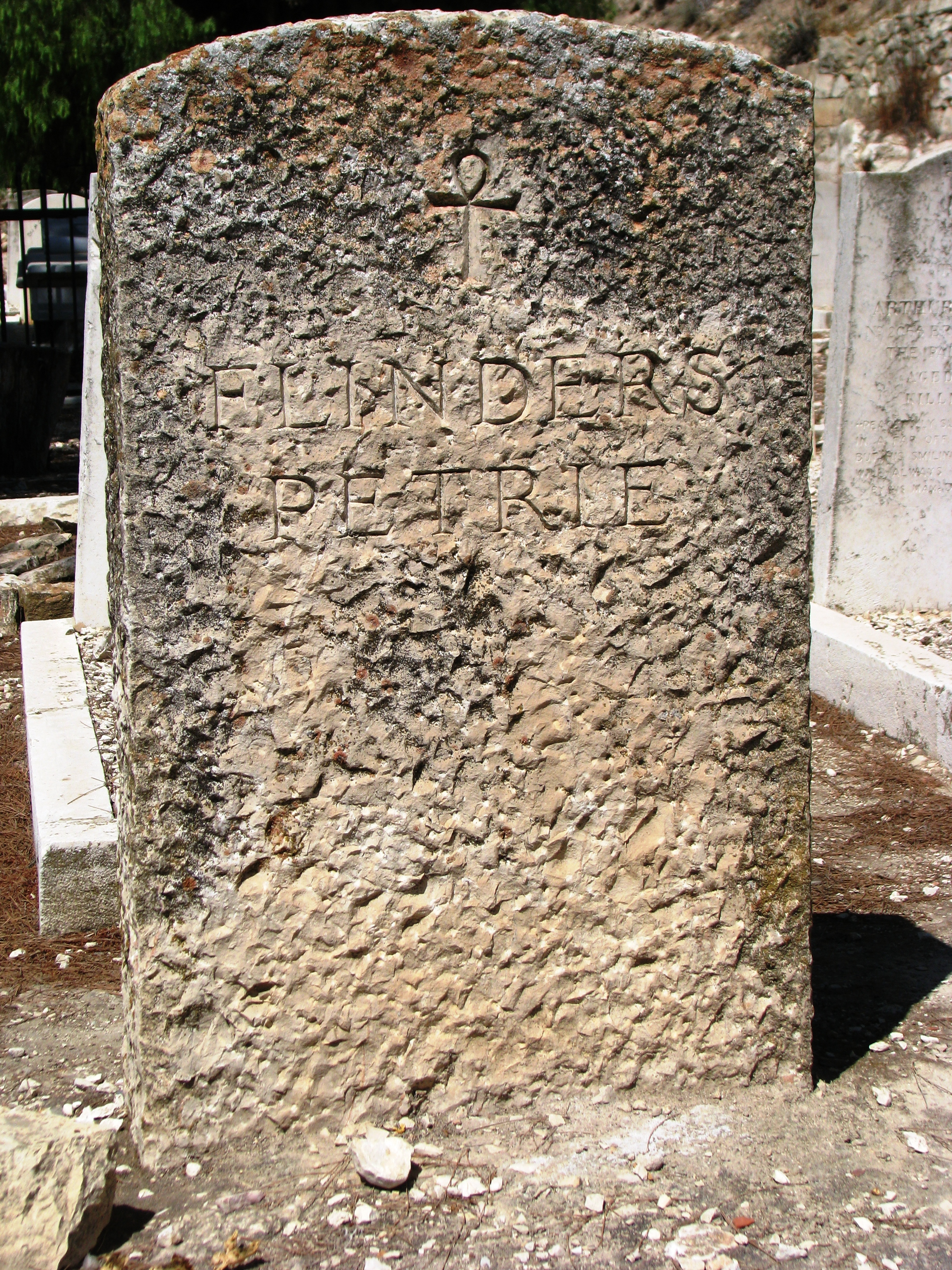
ピートリーの墓石（イスラエルのエルサレムにある）

1923年、考古学とエジプト学への貢献を称え、ナイトの称号を授与された。1926年以降、ピートリーの興味はほぼ完全にパレスチナに移った。ただし1928年にはルクソールの墓地を発掘してかなり巨大な遺構を発見し、そのために新たな発掘方法を考案した。その手法は今も使われている。パレスチナでは南西部でいくつかの重要な発掘を開始した。1933年には教授職を引退し、妻と共にエルサレムに定住。British School of Archaeology で働いていたが、後に American School of Oriental Research の設立にも関与した。

### 死
1942年、エルサレムで死去。その頭部はイングランド王立外科医師会に寄贈された。身体はエルサレムのザイオン山のプロテスタント墓地に埋葬された。ただし、戦時中だったこともあり（当時まだロンメルの北アフリカ戦線が続いていた）、頭部の骨がエルサレムからロンドンに届くまでにかなりの時間がかかった。頭部は失われたという説もあるが、Margaret Drower の書いたピートリーの伝記によれば、現在ロンドンに頭部があるという。

## 後世への影響
彼の綿密な研究手法は考古学の新たな標準を生み出した。彼は次のような言葉を残している。
ピートリーは1つの遺跡で遺物を年代順に並べる技法として「系列化 (seriation)」を初めて提唱した。
ハワード・カーターを含むある時代のエジプト学者は、ほとんどがピートリーの薫陶を受けている。
ピートリーは優生学的見解を持っており、他の社会的話題についても議論好きだった。例えばウォーリス・バッジとの論争にもそれが表れている。バッジは古代エジプトの宗教が北西アフリカや中央アフリカに見られる宗教と基本的に同じだという見解だった。しかしピートリーを中心とする主流派は、古代エジプト文化はコーカソイドが侵略して支配することで生まれたものだという意見だった。ピートリーは疑似科学的な優生学の信奉者であり、文化的発展には必ず生物学的変化が原因として存在すると信じていた。そのため、エジプト文明の発生も他民族の侵略が原因だと考えた。ピートリーは支配民族となる優れたコーカソイドが南方からエジプトに侵入したという自説を死ぬまで信じていた。また、ラテン系や南方系の民族よりも北方系の民族の方が優れていると考えており、イギリスの極右主義者とも親交があった。そのため、バッジの古代エジプト文明が東アフリカ土着の民族によるものだという考え方は、ピートリーにとって受け入れがたいことだった。

## 著作
ピートリーが発見した成果の多くはロンドン考古協会に送られ、親友だった考古学者 Flaxman Charles John Spurrell の手により同協会の会誌 Archaeological Journal で発表された。ピートリーは全部で97冊の著作を出版している。

### 主な著作
- W.M.F. Petrie, Tel el-Hesy (Lachish).  London: Palestine Exploration Fund.
- W.M.F. Petrie	“The Tomb-Cutter’s Cubits at Jerusalem,” Palestine Exploration Fund Quarterly, 1892 Vol. 24: 24–35.

ピートリーの完全な著書目録
- E.P. Uphill,  “A Bibliography of Sir William Matthew Flinders Petrie (1853–1942)," Journal of Near Eastern Studies, 1972 Vol. 31: 356–379.